# Опажање особа и грешке у опажању
Опажање особа је скуп менталних процеса којима човек долази до сазнања о другим особама, о њиховим својствима, карактеристикама и унутрашњим стањима. Људи опажају физичка својства других људи (висину, тежину итд), али и психичка, када се говори о социјалној перцепцији. При упознавању других људи, за особу су важне њене невидљиве особине, попут жеља, потреба, емоција и другог. Када се доносе закључци при упознавању, људи их доносе на основу знакова. Процеси при закључивању су невероватно брзи, несвесни и непоуздани.

## Улога емпатије
Емпатија је способност уживљавања у стање и доживљаје друге особе и адекватно реаговање на њене мисли и осећања. Емпатија практично значи ставити се на место друге особе. Захваљујући емпатији, особа може да проживи унутрашње доживљаје друге особе и да их разуме. Она омогућује дубоко и искрено разумевање, што доводи до бољих односа и важна је у свакодневном животу. 
Емпатија се јавља рано у детињству и има физиолошку основу. Бебе су способне да имитирају изразе лица одраслих, а то је развојна припрема за будућу социјалну когницију, емпатију и комуникацију. С друге стране, постоје и неуролошке основе за емпатију. У истраживању у Италији, деведесетих година прошлог века, пронађени су такозвани "огледални неурони", који се активирају када се посматра акција коју особа сама изводи на исти начин. Ова врста неурона је прво пронађена код мајмуна, а затим и код човека, код ког су развијенији и сложенији.

## Први утисак
Први утисак је целовита и усклађена слика о другој особи која се формира врло брзо. Целовитост утиска се односи на особу у целини и може бити заснован на информацијама које се тичу смо неког аспекта друге особе. Слика која се формира о другима је смислена, заокружена представа у којој нема несагласја. Први утисак има важну улогу у развијању односа са другима, стабилан је и тежи да траје (не мења се лако као што се ствара).

## Атрибуција
Атрибуција је процес приписивања узрока туђем и властитом понашању. На основу понашања које особа види, она тежи да закључи шта је узрок таквом понашању. Стварне узроке понашања других људи није лако открити, с обзиром да постоје различити унутрашњи чиниоци. Посебан проблем је људска склоност да прикрију стварне узроке понашања.

### Зашто су представе о другима често погрешне
При опажању других особа, људи се често ослањају на неке претпоставке о људској природи, о томе које су особине важне и како су међусобно повезане. Људи претпостављају да су црте или особине једне особе организоване у једну смислену целину. Претпоставке о међусобној повезаности црта представљају оно што се назива лаичком теоријом личности. Те претпоставке су лаичке, јер нису проверене научном методологијом. Процена друге особе може бити под утицајем општег утиска које о њој особа поседује. Ефекат ореола јесте појава општег тона у оценама различитих аспеката личности. На пример, људи ће рећи да је неко интелигентан и вредан само зато што су већ установили да је поштен.
Посебно важан вид неоснованог уопштавања су стереотипи, када се појединцу приписују особине за које приписивач сматра да припадају одређеној друштвеној групи. Стереотипи могу бити позитивни и негативни. У зависности на коју се групу односе, могу бити и: етнички, родни, расни... Стереотипи теже да дехуманизују људе и да чланове једне групе сврстају у једну категорију, упућујући другим људима закључак да су сви припадници ове групе исти.Овим се ствара дискриминација, која може довести до насиља.
Људи теже да изводе закључке о другим особама, потцењивајући спољашње чиниоце (ситуација у којој се особа можда налази) и прецењујући унутрашње (ако неко вози брзо, вози брзо јер воли брзину и адреналин, а не можда зато што је хитан случај). Оваква грешка се назива основном грешком атрибуције.

## Међулична наклоност
Човек има изузетну потребу да буде са другим људима и да ствара блискост. Међутим, поставља се питање шта привлачи људе код других људи. Постоји више чинилаца: физичка привлачност, близина и сличност су међу важнијима. 

### Ефекат близине
Једна од основних одредница међуличне привлачности јесте физичка близина. Људи које особе чешће виђају постају им познатије, самим тим су у могућности да развију пријатељство. Ово се дешава због чињенице да је особа тим људима више изложена и да су већи изгледи да ће јој се свидети.

### Физичка привлачност
Људима се више свиђају физички привлачни људи. Истаживања показују да постоје универзални стандарди лепоте, барем када је реч о лицу. Наиме, за женску лепоту се везују крупне очи, истакнуте јагодичне кости и увучени образи, као и високе обрве. За мушкарце се физички привлачнијим сматрају крупне очи, истакнуте јагодичне кости и широка брада. Ипак, од културе до културе, ови стандарди могу веома да варирају.
Питање које се поставља јесте зашто су људи који су физички атрактивнији, привлачнији људима. Један од одговора јесте у ткзв. стереотипу лепо=добро, ружно=лоше, што се кроз историју људског рода може приметити. Обично су вештице биле оне које су ружне, а принцезе лепе и физички привлачне.

### Сличност
Иако физичка близина утиче на избор пријатеља, људи не постају пријатељи са свима у њиховој близини. Упркос популарном мишљењу да се супротности привлаче, истраживања говоре да су људи склони да имају било какву врсту односа са људима који су њима сличнији. Сличност је веома битна за сам опстанак односа.

## Љубавни односи
Љубавни односи су најсложенији и најблискији у које човек може да ступи са другом особом. Врсте веза које човек доживи у раном детињству имају утицај на његове везе у одраслом животу. У зависности од стила везаности које је човек развио као дете, таква ће бити и његова очекивања код партнера. Када се говори о љубави, прича се о страственим, вртоглавим осећањима романтичне љубави, оданост, пристрасност и блискост партнера, браће и сестара или доживотних пријатеља.
Другарска љубав укључује осећања интимности и наклоности према некоме, а која није праћена страшћу или физиолошком узбуђеношћу. Она која јесте праћена, је страствена љубав.
Ерих Фром дели љубав на: братску, мајчинску, према себи, према Богу и еротску љубав.